# Селтер, Джен
Джен Селтер (англ. Jen Selter; род. 8 августа 1993, Рослин, Нью-Йорк, США) — американская фотомодель и фитнес-инструктор.

## Биография
Дженнифер Ли Селтер родилась 8 августа 1993 года в Рослине, штат Нью-Йорк, США, в семье еврейского происхождения. Мать — Джилл Уолдмен Селтер Вайнштейн. У Джен есть сестра Стефани Селтер.
Во время учёбы в средней школе Рослин Джен перенесла пластическую операцию по изменению формы носа. После окончания школы Джен начала посещать тренажерный зал, где увлеклась фитнесом и йогой.

## Карьера
Она стала популярна в интернете благодаря своим урокам фитнеса, внешности и фигуре, в частности, формам ягодиц. По состоянию на начало января 2014 года у неё насчитывалось 1,3 миллиона поклонников в Instagram (страницу в котором она завела в марте 2012 года), 535 тысяч подписчиков на странице Facebook и 140 тысяч читателей в Twitter, среди которых есть такие знаменитости как певица Бейонсе и баскетболист Амаре Стадемайр. По состоянию на середину 2019 года эти показатели составляли 12,7 миллионов в Instagram, 9,1 миллиона в Facebook и 1,18 миллиона в Twitter.
Джен снималась для журналов Elle, FHM, Muscle & Fitness, Vanity Fair, Maxim, Men’s Health, Playboy.
Она является представителем компаний NY20 и Game Plan Nutrition, сотрудничает с Nike, Lululemon (англ. Lululemon Athletica) и New Balance. С января 2014 года сотрудничает с компанией «The Legacy Agency», которая представляет интересы звёзд бейсбола и NFL. В настоящее время живёт и работает в Нью-Йорке.
17 января 2014 года Джен участвовала в телепередаче «Access Hollywood» в качестве фитнес-эксперта. Затем появилась в телешоу «Bethenny» и радиоэфире «Boomer and Carton».
В феврале 2014 года она стала представителем компании «Cirrus», специализирующейся на товарах для фитнеса.
На волне растущей интернет-популярности Джен всё чаще можно встретить на фото и селфи вместе с известными личностями, выполняющими с ней совместные приседания, например, такими как Бетенни Франкель, Дуайт Ховард.
21 февраля 2014 года Джен приняла участие в качестве фитнес-эксперта в телешоу «The View», где в прямом эфире вместе с ведущими Барбарой Уолтерс, Шерри Шеперд, Дженни Маккарти, Вупи Голдберг, а также с соведущим Джерри О’Коннеллом, продемонстрировала основные упражнения своих тренировок.
В апреле 2014 года Джен стала представителем компании «MusclePharm» и продукта «FitMiss».
В июне 2016 года участвовала в одном из выпусков шоу «Beyond the Tank».

## Награды и номинации
- 82 место в списке «99 самых желанных женщин 2014» по версии AskMen[55].
- 40 место в списке «Time 100 — 2014» по версии журнала Time[56].
- Номинация на премию «Global Social Awards 2019» в категории «Вдохновение и влияние»[57].